# سامیت (آریزونا)
سامیت (به انگلیسی: Summit) یک منطقهٔ مسکونی در ایالات متحده آمریکا است که در شهرستان پیما، آریزونا واقع شده‌است. سامیت ۹٫۵۹ کیلومتر مربع مساحت و ۲٬۳۱۰ نفر جمعیت دارد و ۷۹۹ متر بالاتر از سطح دریا قرار دارد.